# Simone Zaza
Simone Zaza (sinh ngày 25 tháng 6 năm 1991) là một cầu thủ bóng đá chuyên nghiệp người Ý hiện đang chơi ở vị trí tiền đạo cho Torino theo dạng cho mượn từ Valencia và đội tuyển quốc gia Ý.
Zaza bắt đầu sự nghiệp của mình ở Atalanta văo năm 2008, và đã chơi 2 mùa giải cho đội bóng này. Zaza chuyển tới chơi cho Sampdoria văo năm 2010 và trong thời gian ở đây, anh được lần lượt cho mượn tới các câu lạc bộ Juve Stabia, Viareggio và Ascoli. Vào năm 2013, Zaza chuyển tới chơi cho Sassuolo và đã gây được ấn tượng mạnh với Juventus. Zaza gia nhập Juventus vào năm 2015. Ở trong mùa giải đầu tiên với nhà vô địch Serie A, Zaza đã ngay lập tức giành được 2 chức vô địch giải bóng đá quốc nội Ý. Với sự nghiệp quốc tế, Zaza có lần ra mắt chính thức cho đội tuyển Ý vào năm 2014 và cũng đã đại diện cho đất nước thi đấu ở UEFA Euro 2016.

## Sự nghiệp câu lạc bộ

### Sự nghiệp trẻ
Sinh ra tại Policoro thuộc tỉnh Matera, Zaza lớn lên ở Metaponto và bắt đầu sự nghiệp trẻ của mình ở đội Stella Azzurra đến từ Bernalda vào năm 1997. Anh ở lại với đội cho đến khi được chuyển đến học viện bóng đá trẻ của câu lạc bộ Valdera, lúc đó anh 11 tuổi. Tài năng của Zaza được Atalanta, đội bóng ở Serie A chú ý và anh đã gia nhập đội bóng vào năm 2006. Zaza thi đấu ở đội trẻ của câu lạc bộ trong 4 năm và đã có cơ hội lên đội một chơi tại Serie A mùa giải 2008-09. Anh có trận ra mắt tại Serie A vào ngày 19 tháng 4 năm 2009, trong trận thua 0 - 1 trước Reggina Calcio, anh được thay vào sân vào phút 76.
Zaza có thêm 2 lần ra sân nữa từ băng ghế dự bị cho Atalanta trong mùa giải 2008-2009, nhưng trong mùa giải 2009-2010 anh lại bị chuyển xuống chơi với đội trẻ.

### Sampdoria
Vào tháng 7 năm 2010, Zaza chuyển tới chơi cho câu lạc bộ Sampdoria với bản hợp đồng 4 năm. Zaza được điền tên vào đội trẻ của câu lạc bộ (Primavera - dưới 20) cho mùa giải 2010 - 2011, dù vậy, anh cũng có vài lần được gọi lên thi đấu cho đội 1, bao gồm 2 trận ra sân từ băng ghế dự bị khi đấu với Genoa và Fiorentina trong Serie A mùa giải 2010-11. Zaza chính thức được gọi lên đội một vào cuối mùa giải đó.

### Cho mượn tới Juve Stabia và Viareggio
Vào ngày 14 tháng 7 năm 2011, Zaza chính thức được gửi cho mượn tới câu lạc bộ Juve Stabia thi đấu ở Serie B, bản hợp đồng cho mượn dự kiến kéo dài đến hết mùa giải. Sau 4 lần ra sân và không ghi được bàn nào, Sampdoria đã gọi lại Zaza trong kỳ chuyển nhượng tháng 1 năm 2012. Vào mùng 7 tháng 1 năm 2012, Sampdoria đồng ý cho câu lạc bộ đang chơi ở Lega Pro Prima Divisione là Viareggio mượn Zaza trong 6 tháng. Tại đây Zaza đã thể hiện tốt và ghi được 11 bàn trong tổng 18 trận ra sân cho đội bóng.

### Cho mượn tại Ascoli
Sau khi trở lại Sampdoria vào ngày 30 tháng 6 năm 2012, Zaza gia nhập Ascoli dưới dạng cho mượn trước thềm Serie B mùa giải 2012 - 2013. Anh chính thức gia nhập câu lạc bộ vào ngày 16 tháng 6 và có trận ra mắt trong trận thua trước Bari với tỉ số 1-3 vào ngày 1 tháng 9. Zaza ghi được tổng số 18 bàn trong 35 trận (30 trận được đá chính) và trở thành cây săn bàn xếp thứ sáu của đội trong mùa giải. Tuy vậy, những bàn thắng của Zaza cũng không thể giúp Ascoli thoát khỏi suất xuống hạng mùa giải đó khi mà câu lạc bộ chỉ xếp thứ 20 trên bảng xếp hạng. Anh trở lại Sampdoria vào ngày 30 tháng 6 năm 2013.

### Sassuolo
Ngày mùng 9 tháng 7 năm 2013, Juventus mua Zaza từ Sampdoria với giá 3.5 triệu Euro. Tuy vậy, anh lại chuyển tới chơi cho Sassuolo với bản hợp đồng đồng sở hữu trị giá 2,5 triệu euro. Anh quay trở lại thi đấu ở Serie A trong vòng đầu tiên của giải đấu, đó là trận thua 2-0 trước Torino. Vào ngày 1 tháng 9 năm 2013, Zaza đã ghi bàn thắng đầu tiên của mình trong vòng đấu thứ hai của Serie A nhưng đội bóng của anh vẫn thất bại với tỉ số 4-1 trước Livorno. Nhờ sự nỗ lực của Zaza, Sassuolo đã có 1 điểm đầu tiên ở giải đấu hàng đầu nước Ý với trận hòa 1-1 ở vòng 5 trước Napoli.
Vào ngày 20 tháng 6 năm 2014, Sassuolo đã mua hẳn Zaza với bản hợp đồng trị giá 7.5 triệu Euro nữa. Tuy vậy Juventus đã có giao kèo có quyền mua lại Zaza với giá 15 triệu Euro vào ngày 30 tháng 6 năm 2015 và tăng lên 18 triệu Euro vào ngày 30 tháng 6 năm 2016.

### Juventus
Vào ngày 7 tháng 7 năm 2015, Juventus đã kích hoạt điều khoản của mình để mua đứt Zaza từ Sassuolo với giá 18 triệu Euro. Vào ngày 23 tháng 9 năm 2015, Zaza đã có bàn thắng đầu tiên trong màu áo Juventus vào phút thứ 50 trong trận hòa 1-1 trước Frosinone. Vào ngày 30 tháng 9 năm 2015, anh ghi bàn ấn định chiến thắng 2-0 trước Sevilla tại vòng bảng UEFA Champions League., đây là bàn thắng đầu tiên của anh ở đấu trường cúp Châu Âu. Zaza ghi 2 bàn thắng mở màn cho Juventus trong chiến thắng 4-0 trước kình địch cùng thành phố là Torino F.C, trận đấu thuộc khuôn khổ Coppa Italia vào ngày 16 tháng 2.

### Cho mượn tới West Ham United
Vào ngày 28 tháng 8 năm 2016, West Ham United thông báo đã ký thành công bản hợp đồng mượn Simone Zaza với giá là 5 triệu Euro, cùng với đó là điều khoản mua đứt với giá 20 triệu euro nếu được chơi ở Premier League số trận nhất định, cộng với 3 triệu Euro tiền thêm. Anh có trận ra mắt câu lạc bộ vào ngày 10 tháng 9 trong trận thua 4-2 trước Watford trong khuôn khổ Premier League.

### Cho mượn tới Valencia
Vào ngày 15 tháng 1 năm 2017, CLB đang chơi ở La Liga là Valencia đã ký hợp đồng để mượn Zaza. Vào ngày 21 tháng 1, anh có trận ra mắt CLB mới trong chiến thắng 2-0 trước Villareal. Vào ngày 19 tháng 2, Zaza ghi được bàn thắng đầu tiên của mình trong trận thắng 2-0 trước Athletic Bilbao. Trong trận đấu với Real Madrid vào ngày 22 tháng 2, Zaza đã có một cú ra chân trái đẹp mắt mở tỉ số cho Valencia trong trận thắng 2 - 1 của CLB. Vào ngày 10 tháng 4, Valencia đã quyết định mua hẳn Zaza từ Juventus với mức phí đã được bàn giao lúc trước và sẽ có hiệu lực sau ngày 30 tháng 6.

## Sự nghiệp quốc tế
Zaza đã đại diện cho nước Ý ở các cấp độ U16, U17 và U19.
Vào ngày 31 tháng 8 năm 2014, Zaza đã được gọi lên tuyển Ý bởi huấn luyện viên Antonio Conte chuẩn bị cho trận giao hữu với Hà Lan. Anh cũng được điền tiên để thi đấu trong trận vòng loại Euro 2016 trước Na Uy. Vào ngày 4 tháng 9, Zaza có màn ra mắt cho đội tuyển Ý, anh được đá chính từ những phút đầu và giúp Ý có chiến thắng 2-0 trước Hà Lan. Zaza đã bị phạm lỗi bởi Bruno Martins Indi vào phút thứ 9 và mang về quả sút penalty, Deniele De Rossi chớp lấy cơ hội và ghi bàn nâng tỉ số lên 2-0 cho Ý và cũng là tỉ số chung cuộc của trận đấu. Ngày 9 tháng 9, Zaza ghi bàn thắng đầu tiên của mình cho đội tuyển Ý vào phút thứ 16 trong trận mở màn vòng loại Euro 2016 trước Na Uy, Ý thắng 2-0 chung cuộc. Vào ngày 31 tháng 5 năm 2016, Zaza chính thức có tên trong danh sách 23 cầu thủ dự Euro 2016 của Antonio Conte. Vào ngày 17 tháng 6, Zaza ra sân từ băng ghế dự bị và có pha kiến tạo cho Éder ghi bàn và cũng là bàn thắng định đoạt tỉ số trận đấu ở phút thứ 88, giúp cho Ý có chiến thắng trước Thụy Điển và cũng là chiến thắng thứ 2 ở vòng bảng, đủ điều kiện để vào vòng 16 đội. Vào ngày 2 tháng 7, Zaza được thay vào trận để tham gia vào loạt sút luân lưu định đoạt vị trí vào bán kết với đội tuyển Đức. Tuy vậy, sau màn lấy đà có phần hài hước, Zaza đã sút bóng vọt xà và Ý đã phải chấp nhận thua với tỷ số 6-5 trước Đức, Ý chính thức bị loại khỏi Euro 2016.

## Thống kê sự nghiệp

### Câu lạc bộ
Tính đến ngày 30 tháng 9 năm 2018
| Câu lạc bộ             | Mùa                    | Giải đấu               | Giải đấu | Giải đấu | Cúp quốc gia | Cúp quốc gia | Cúp liên đoàn | Cúp liên đoàn | Lục địa | Lục địa | Khác | Khác | Tổng | Tổng |
| Câu lạc bộ             | Mùa                    | Hạng                   | Trận     | Bàn      | Trận         | Bàn          | Trận          | Bàn           | Trận    | Bàn     | Trận | Bàn  | Trận | Bàn  |
| ---------------------- | ---------------------- | ---------------------- | -------- | -------- | ------------ | ------------ | ------------- | ------------- | ------- | ------- | ---- | ---- | ---- | ---- |
| Atalanta               | 2008–09                | Serie A                | 3        | 0        | 0            | 0            | —             | —             | —       | —       | —    | —    | 3    | 0    |
| Atalanta               | 2009–10                | Serie A                | 0        | 0        | 0            | 0            | —             | —             | —       | —       | —    | —    | 0    | 0    |
| Sampdoria              | 2010–11                | Serie A                | 2        | 0        | 0            | 0            | —             | —             | —       | —       | —    | —    | 2    | 0    |
| Juve Stabia (mượn)     | 2011–12                | Serie B                | 4        | 0        | 0            | 0            | —             | —             | —       | —       | —    | —    | 4    | 0    |
| Viareggio (mượn)       | 2011–12                | Lega Pro               | 18       | 11       | —            | —            | —             | —             | —       | —       | —    | —    | 18   | 11   |
| Ascoli (mượn)          | 2012–13                | Serie B                | 35       | 18       | 1            | 0            | —             | —             | —       | —       | —    | —    | 36   | 18   |
| Sassuolo               | 2013–14                | Serie A                | 33       | 9        | 2            | 0            | —             | —             | —       | —       | —    | —    | 35   | 9    |
| Sassuolo               | 2014–15                | Serie A                | 31       | 11       | 3            | 1            | —             | —             | —       | —       | —    | —    | 34   | 12   |
| Tổng cộng tại Sassuolo | Tổng cộng tại Sassuolo | Tổng cộng tại Sassuolo | 64       | 20       | 5            | 1            | 0             | 0             | 0       | 0       | 0    | 0    | 69   | 21   |
| Juventus               | 2015–16                | Serie A                | 19       | 5        | 3            | 2            | —             | —             | 2       | 1       | 0    | 0    | 24   | 8    |
| West Ham United (mượn) | 2016–17                | Premier League         | 8        | 0        | 0            | 0            | 3             | 0             | —       | —       | —    | —    | 11   | 0    |
| Valencia (mượn)        | 2016–17                | La Liga                | 20       | 6        | —            | —            | —             | —             | —       | —       | —    | —    | 0    | 6    |
| Valencia               | 2017–18                | La Liga                | 33       | 13       | 6            | 0            | —             | —             | —       | —       | —    | —    | 39   | 13   |
| Tổng cộng tại Sevilla  | Tổng cộng tại Sevilla  | Tổng cộng tại Sevilla  | 53       | 19       | 6            | 0            | –             | –             | –       | –       | –    | –    | 59   | 19   |
| Torino                 | 2018–19                | Serie A                | 5        | 1        | 0            | 0            | —             | —             | —       | —       | —    | —    | 5    | 1    |
| Tổng cộng sự nghiệp    | Tổng cộng sự nghiệp    | Tổng cộng sự nghiệp    | 211      | 73       | 15           | 3            | 3             | 0             | 2       | 1       | 0    | 0    | 231  | 77   |

### Sự nghiệp quốc tế
Tính đến ngày 10 tháng 9 năm 2018. 
| Đội tuyển quốc gia Ý | Đội tuyển quốc gia Ý | Đội tuyển quốc gia Ý |
| Năm                  | Trận                 | Bàn                  |
| -------------------- | -------------------- | -------------------- |
| 2014                 | 4                    | 1                    |
| 2015                 | 3                    | 0                    |
| 2016                 | 9                    | 0                    |
| 2017                 | 1                    | 1                    |
| 2018                 | 1                    | 0                    |
| Tổng                 | 18                   | 2                    |

#### Bàn thắng quốc tế
| Thứ tự | Ngày       | Sân                                | Đối thủ | Bàn | Kết quả | Giải đấu            |
| ------ | ---------- | ---------------------------------- | ------- | --- | ------- | ------------------- |
| 1.     | 09/09/2014 | Sân vận động Ullevaal, Oslo, Na Uy | Na Uy   | 1–0 | 2–0     | Vòng loại Euro 2016 |
| 2.     | 04/06/2018 | Sân vận động Allianz, Torino, Ý    | Hà Lan  | 1–0 | 1–1     | Giao hữu            |